# Vítor Amadeu I, Duque de Saboia
Vítor Amadeu I (em italiano: Vittorio Amedeo I di Savoia; Turim, 8 de maio de 1587 – Vercelli, 7 de outubro de 1637), apelidado de "Leão de Susa", foi o Duque de Saboia de 1630 até sua morte.

## Vida
Era o segundo filho do duque Carlos Emanuel I e sua esposa a infanta Catarina Micaela da Espanha.
Casou-se no Louvre em 10 de fevereiro de 1619 com Cristina da França, filha de Henrique IV de França e de sua segunda esposa Maria de Médici, irmã do rei Luís XIII. Planejava-se casá-la com o Príncipe de Gales, futuro Carlos I de Inglaterra.
Segundo o Larousse: Obteve parte de Montferrat na Paz de Ratisbona em 1630, cedeu Pignerol à França 1631. Sua política francófila provocou a rebelião do príncipe Tomás de Saboia-Carignan em 1634 e resultou na aliança contra a Espanha: Tratado de Rivoli de 1635. Reteve o Piemonte porque concedeu dois outros senhorios à França.
Durante a regência da sua viúva, a França aumentou sua influência por sua política de reaproximação com a França apesar de sustentar com lealdade os interesses da Saboia. Lutou contra tentativas de anexação francesas e contra seus cunhados, partidários da Espanha, e conseguiu manter a independência dos Estados. Seus projetos matrimoniais fracassaram, pois não conseguiu fazer com que a filha Margarida de Saboia casar com o rei Luís XIV, seu sobrinho.

## Descendentes
Deixou oito filhos:
- Filho natimorto (1621);
- Luís Amadeu de Saboia (1622-1628), morreu na infância;
- Luísa Cristina de Saboia (27 de julho de 1629 - 14 de maio de 1692), casou-se em Turim com seu tio Maurício de Saboia, sem descendência;
- Francisco Jacinto, Duque de Saboia (14 de setembro de 1632 - 4 de outubro de 1638), apelidado de Flor do Paraíso. Sucedeu ao pai como Duque de Saboia, Aosta, Príncipe do Piemonte, Marquês de Saluzzo, Conde de Aosta, Moriana, Conde de Asti e Conde de Nice. Rei titular de Chipre em 1637, em nome de quem sua mãe, Cristina, tomou a regência. Morreu na infância;
- Carlos Emanuel II, Duque de Saboia (20 de junho de 1634 - 12 de junho de 1675), apelidado de O Adriano do Piemonte. Casou-se com Francisca Madalena de Orleães, sem descendência. Casou-se pela segunda vez com Maria Joana Batista de Saboia, com descendência;
- Margarida Violante de Saboia (15 de novembro de 1635 - 29 de abril de 1663), casou-se com Rainúncio II Farnésio, Duque de Parma, irmão de Alexandre, general espanhol, de Horácio, grande soldado naval. Guerreou o Papa que arrasou Castro. Sem descendência sobrevivente com Margarida, ele casou-se pela segunda vez com Isabel d'Este, filha de Francisco I de Módena e ainda em 1667 com sua cunhada Maria d'Este;
- Henriqueta Adelaide de Saboia (6 de novembro de 1636 - 18 de março de 1676), gêmea de Catarina Beatriz. Casou-se em Munique com Fernando Maria, Eleitor da Baviera, com descendência;
- Catarina Beatriz de Saboia (6 de novembro de 1636 - 26 de agosto de 1637), gêmea de Henriqueta Adelaide, morreu na infância.